# Piotr Potulicki
Piotr Potulicki z Chodzieży herbu Grzymała (ur. w Więcborku – zm. 1606) – wojewoda kaliski w latach 1584–1606, brzeskokujawski w 1581–1584, płocki w latach 1576–1581, kasztelan przemęcki w latach 1569–1576, starosta wyszogrodzki, starosta ujsko-pilski.

## Życiorys
Studiował we Frankfurcie nad Odrą w 1548 roku.
Poseł na sejm 1570 roku, sejm koronacyjny 1574 roku z województwa poznańskiego. W 1576 roku podpisał synod krakowski. Podpisał pacta conventa Zygmunta III Wazy w 1587 roku. W 1587 roku podpisał reces, sankcjonujący wybór Zygmunta III Wazy. W 1589 roku był sygnatariuszem ratyfikacji traktatu bytomsko-będzińskiego na sejmie pacyfikacyjnym.